# Carl Justi
Carl Justi (2 août 1832, Marbourg — 9 décembre 1912, Bonn), était un philosophe et historien de l’art prussien spécialisé dans les artistes espagnols du siècle d’or.

## Parcours
Après sa formation initiale au lycée Philippinum de Marbourg (de), Justi étudia la théologie et la philosophie à Berlin.
En 1859, il obtint  son titre de philosophie pour ses travaux sur les éléments esthétiques de la philosophie platonique Die ästhetischen Elemente in der platonischen Philosophie. Par la suite, Justi enseigna l’histoire de l’esthétique depuis l’antiquité à l’Université Philpps de Marbourg.
Il fut professeur extraordinaire en 1866 puis professeur ordinaire en 1869. En 1871 il eut une classe à Kiel. Entre 1872 et 1901 il fut professeur des futurs historiens de l’art de l’Université Rheinische Friedrich-Wilhelms de Bonn, ville où il mourut en 1912.
Il suivit la tradition des Vies de Giorgio Vasari. Son œuvre principale est dédiée à Diego Vélasquez mais il écrit également les biographies de Winckelmann, Murillo et Michel-Ange. Carl Justi fut l’un des rares historiens de l’art allemand qui, au XIXe siècle se concentrèrent sur les  recherches de l’art espagnol du siècle d’or.
Il fut primé à Bonn en 1902. En son hommage fut créé en 1989 l’association "Carl-Justi-Vereinigung zur Förderung der kunstwissenschaftlichen Zusammenarbeit mit Spanien, Portugal und Iberoamerika". Il fut connu par les historiens de l’art espagnols du début du XXe siècle ; Ricardo de Orueta le cita dans les sources de Berruguete et son œuvre en 1917.
Il est le frère aîné du folkloriste et orientaliste Ferdinand Justi.

## Œuvre
- Diego Velazquez und sein Jahrhundert, Bonn, Cohen, 1888.
- Murillo, Leipzig, E. A. Seemann, 1892.
- Miscellaneen aus drei Jahrhunderten spanischen Kunstlebens, Berlín, Grote, 1908.
- Spanische Reisebriefe, Bonn, Cohen, 1923, cartas de viaje por España.